# Tug of War (álbum de Paul McCartney)
Tug of War es el quinto álbum de estudio del músico británico Paul McCartney, publicado por la compañía discográfica Parlophone en abril de 1982.
Precedido por McCartney II, Tug of War es el primer álbum en solitario de McCartney tras la disolución oficial de Wings, que tuvo lugar en abril de 1981. Las sesiones de grabación del álbum reunieron a McCartney con el productor George Martin por primera vez desde la disolución de The Beatles, y tuvieron lugar tras el asesinato de John Lennon, su antiguo compañero de The Beatles, el 8 de diciembre de 1980.

## Historia
Siguiendo la publicación del álbum McCartney II unos meses antes, McCartney retomó su trabajo con Wings en octubre de 1980 para iniciar las que serían las últimas sesiones del grupo, en las que se ensayaron y grabaron varias canciones que aparecieron posteriormente en Tug of War y Pipes of Peace. Sintiendo la necesidad de un apoyo, McCartney llamó al antiguo productor de The Beatles, George Martin, para grabar una canción compuesta para el personaje de animación Rupert Bear llamada «We All Stand Together». Las productivas sesiones de grabación continuaron hasta el 9 de diciembre, la mañana en la que McCartney descubrió que su antiguo compañero en The Beatles, John Lennon, había sido asesinado en Nueva York. McCartney decidió suspender la sesión de grabación del día, en la que McCartney y Denny Laine estaban grabando la cara B del sencillo, «Rainclouds», y aplazar el proyecto y retomarlo una vez que estuviesen preparados.
En febrero de 1981, dos meses después del asesinato de John Lennon, McCartney retomó las sesiones, grabando con Stevie Wonder, Stanley Clarke, Carl Perkins y Ringo Starr y dejando de lado varias canciones durante el proceso. Con Perkins grabó el tema «Get It», y coescribió con Wonder «What's That You're Doing?». También compuso y grabó el tema «Here Today» como tributo a Lennon tras su muerte. Durante las sesiones, el exguitarrista de 10cc Eric Stewart se convirtió en un frecuente colaborador de McCartney, y coescribió con él varias canciones hasta la publicación en 1986 del álbum Press to Play. Nuevas sesiones en verano de 1981 se programaron en los Air Studios propiedad de George Martin en Oxford Street, con Martin como productor y confiriendo a la música de McCartney los avances tecnológicos de la década de 1980. Dichas sesiones fueron lo suficientemente productivas como para retomar varias canciones y publicarlas en Pipes of Peace, el sucesor de Tug of War.

## Recepción
En marzo de 1982, el dúo de Paul McCartney con Stevie Wonder, «Ebony and Ivory», fue publicado como primer sencillo del álbum y obtuvo un éxito unánime. La canción alcanzó el primer puesto en las listas de éxitos de varios países y fue aclamada por la crítica musical, ayudando a McCartney a restaurar su reputación musical a ojos de la crítica especializada tras un periodo de éxitos menores. 
Tug of War fue publicado un mes más tarde y se convirtió en un inmediato éxito mundial, alcanzando el primer puesto tanto en las listas de éxitos de Reino Unido como de Estados Unidos. Además del éxito de crítica, Tug of War fue también un éxito de ventas, vendiendo varios millones de copias a nivel mundial y siendo certificado con los años como disco de platino en Estados Unidos por la RIAA y como disco de oro en el Reino Unido. En junio de 1982 se publicó un segundo sencillo, «Take It Away», que obtuvo un éxito similar en la lista Billboard Hot 100.
En 1983, Tug of War se convirtió en el primer trabajo de McCartney en recibir cinco nominaciones a los premios Grammy, entre ellos al álbum del año, y ganó dos premios Brit en las categorías de mejor artista británico masculino y de excelencia técnica.

## Reediciones
En 1993, Tug of War fue remasterizado y reeditado en formato CD como parte de la serie The Paul McCartney Collection sin ningún contenido extra, a diferencia del resto de trabajos publicados en la colección. En 2007, el álbum fue remasterizado y publicado en formato de descarga digital en la tienda iTunes con un tema extra: una versión en solitario de «Ebony and Ivory», sin la participación de Stevie Wonder.
En octubre de 2015, Hear Music y Concord Music Group reeditaron Tug of War como parte de la serie Paul McCartney Archive Collection. La nueva edición fue publicada en varios formatos: 
- Edición estándar. Incluyó dos CD, el primero con una remezcla del álbum original y el segundo con once temas extra, incluyendo demos y caras B de sencillos.
- Edición deluxe. Publicada en formato de cofre con tres CD, un DVD, un libreto-ensayo de 112 páginas y un bloc de notas de 64 páginas.
- Edición superdeluxe. Incluyó el contenido de la edición deluxe en un estuche acrílico de edición limitada.
- Edición en vinilo. Con el material presente en la edición estándar.

## Lista de canciones
Todas las canciones escritas y compuestas por Paul McCartney excepto donde se anota. 
| Cara A |                                                     |                               |          |  |
| N.º    | Título                                              | Escritor(es)                  | Duración |  |
| 1.     | «Tug of War»                                        |                               | 4:22     |  |
| 2.     | «Take It Away»                                      |                               | 4:14     |  |
| 3.     | «Somebody Who Cares»                                |                               | 3:19     |  |
| 4.     | «What's That You're Doing?» (Dúo con Stevie Wonder) | Paul McCartney, Stevie Wonder | 6:19     |  |
| 5.     | «Here Today»                                        |                               | 2:27     |  |

| Cara B |                                           |          |  |
| N.º    | Título                                    | Duración |  |
| 6.     | «Ballroom Dancing»                        | 4:07     |  |
| 7.     | «The Pound Is Sinking»                    | 2:54     |  |
| 8.     | «Wanderlust»                              | 3:49     |  |
| 9.     | «Get It» (Dúo con Carl Perkins)           | 2:29     |  |
| 10.    | «Be What You See (Link)»                  | 0:34     |  |
| 11.    | «Dress Me Up as a Robber»                 | 2:41     |  |
| 12.    | «Ebony and Ivory» (Dúo con Stevie Wonder) | 3:46     |  |

| Reedición de 2015: Disco dos (edición estándar) y tres (edición deluxe) – Temas extra |                                                             |          |  |
| N.º                                                                                   | Título                                                      | Duración |  |
| 1.                                                                                    | «Stop, You Don't Know Where She Came From» (Demo)           | 1:44     |  |
| 2.                                                                                    | «Wanderlust» (Demo)                                         | 1:46     |  |
| 3.                                                                                    | «Ballroom Dancing» (Demo)                                   | 2:04     |  |
| 4.                                                                                    | «Take It Away» (Demo)                                       | 5:37     |  |
| 5.                                                                                    | «The Pound Is Sinking» (Demo)                               | 2:35     |  |
| 6.                                                                                    | «Something That Didn't Happen» (Demo)                       | 2:07     |  |
| 7.                                                                                    | «Ebony and Ivory» (Demo)                                    | 1:46     |  |
| 8.                                                                                    | «Dress Me Up as a Robber/Robber Riff» (Demo)                | 3:42     |  |
| 9.                                                                                    | «Ebony and Ivory» (Versión en solitario)                    | 3:50     |  |
| 10.                                                                                   | «Rainclouds» (Cara B del sencillo «Ebony and Ivory»)        | 3:13     |  |
| 11.                                                                                   | «I'll Give You a Ring» (Cara B del sencillo «Take It Away») | 3:09     |  |

| Reedición de 2015: DVD |                                                            |          |  |
| N.º                    | Título                                                     | Duración |  |
| 1.                     | «Tug of War Music Video» (Versión 1)                       |          |  |
| 2.                     | «Tug of War Music Video» (Versión 2)                       |          |  |
| 3.                     | «Take It Away Music Video»                                 |          |  |
| 4.                     | «Ebony and Ivory Music Video»                              |          |  |
| 5.                     | «Fly TIA – Behind The Scenes on Take It Away» (Documental) |          |  |

## Personal
- Paul McCartney: voz, guitarras, bajo, batería, piano, sintetizador, percusiones y vocoder
- Denny Laine: guitarras, sintetizador y bajo en «Wanderlust»
- Eric Stewart: guitarras y coros
- Campbell Maloney: caja en «Tug of War»
- Ringo Starr: batería en «Take It Away»
- Steve Gadd: batería
- George Martin: piano eléctrico
- Adrian Brett: gaita
- Andy Mackay: lyricon
- Adrian Sheppard: batería
- Dave Mattacks: batería
- Carl Perkins: guitarras y voz en «Get It»
- Stevie Wonder: sintetizador, piano eléctrico y coros
- Jack Brymer: clarinete
- Keith Harvey: chelo
- Ian Jewel: viola
- Bernard Partridge: violín
- Jack Rothstein: violín
- Linda McCartney: coros
- Stanley Clarke: bajo

## Posición en listas
| País           | Lista                    | Posición |
| -------------- | ------------------------ | -------- |
| Alemania       | Media Control Chart      | 1        |
| Australia      | ARIA Albums Chart        | 2        |
| Austria        | Ö3 Austria Top 40        | 2        |
| Bélgica        | Ultratop 200 Albums      | 3        |
| Canadá         | RPM Albums Chart         | 1        |
| España         | Spanish Albums Chart     | 3        |
| Estados Unidos | Billboard 200            | 1        |
| Estados Unidos | R&B Albums               | 11       |
| Francia        | SNEP Albums Chart        | 2        |
| Israel         | Israel LP Charts         | 2        |
| Italia         | Italian Albums Chart     | 1        |
| Noruega        | Norwegian Top 40 Albums  | 1        |
| Nueva Zelanda  | New Zealand Music Charts | 4        |
| Países Bajos   | Mega Albums Top 100      | 1        |
| Reino Unido    | UK Albums Chart          | 1        |
| Suecia         | Swedish Albums Chart     | 1        |

| Sencillo          | País           | Lista                         | Posición |
| ----------------- | -------------- | ----------------------------- | -------- |
| «Ebony and Ivory» | Australia      | ARIA Singles Chart            | 2        |
| «Ebony and Ivory» | Canadá         | RPM Singles Chart             | 1        |
| «Ebony and Ivory» | Estados Unidos | Billboard Hot 100             | 1        |
| «Ebony and Ivory» | Estados Unidos | R&B Singles Chart             | 8        |
| «Ebony and Ivory» | Estados Unidos | Hot Adult Contemporary Tracks | 1        |
| «Ebony and Ivory» | Estados Unidos | Mainstream Rock Tracks        | 34       |
| «Ebony and Ivory» | Reino Unido    | UK Singles Chart              | 1        |
| «Take It Away»    | Canadá         | RPM Singles Chart             | 2        |
| «Take It Away»    | Estados Unidos | Billboard Hot 100             | 10       |
| «Take It Away»    | Estados Unidos | Mainstream Rock Tracks        | 39       |
| «Take It Away»    | Reino Unido    | UK Singles Chart              | 15       |
| «Tug of War»      | Estados Unidos | Billboard Hot 100             | 53       |
| «Tug of War»      | Estados Unidos | Hot Adult Contemporary Tracks | 31       |
| «Tug of War»      | Reino Unido    | UK Singles Chart              | 53       |

## Certificaciones
| País           | Organismo certificador | Certificación | Ventas certificadas | Ref.   |
| -------------- | ---------------------- | ------------- | ------------------- | ------ |
| Estados Unidos | RIAA                   | Platino       | 1 000               | [ 23 ] |
| Reino Unido    | BPI                    | Oro           | 100 000             | [ 24 ] |
| Francia        | SNEP                   | Oro           | 289 000             | [ 25 ] |
| España         | Promusicae             | Oro           | 50 000              | [ 26 ] |